# Великий Бичків
Вели́кий Бичкі́в (до 1944 — Великий Бочков) — селище на заході України, в Рахівському районі Закарпатської області, центр Великобичківської селищної громади. Один із найстаріших населених пунктів східного Закарпаття. Розташоване в улоговині біля підніжжя Карпатських гір, на правому березі річки Тиси при впадінні в неї гірської річки Шопурки, за 35 км від районного центру Рахів, за 174 км від обласного центру Ужгород, за 29 км від Центру Європи (околиця с. Ділове) і за 12 км від залізничної станції Солотвино.
На північ від Великого Бичкова розташований лісовий заказник «Діброва».

## Історія

### Давні часи
Великий Бичків — найстаріший населений пункт Рахівщини. Першу згадку про нього в документальних джерелах знаходимо ще в кінці XIV століття. В грамотах Мараморощини XIV—XV ст. відзначено, що угорський король Людовік Великий подарував синам воєводи Сааза Балку Драгову та Іоану Бичків, Білу Церкву, Тересву і Буштино (11 серпня 1373 року). Хоча ряд джерел вказують на те, що заселення Великого Бичкова почалося раніше, наприкінці XIII століття. Заселялось спочатку правобережжя Тиси, потім в XIV—XV ст. —  ліва сторона Тиси, що тепер входить до складу Румунії.
Власниками Бичкова спочатку були волоські воєводи, але населення було русинсько-українським, нащадками великого слов'янського племені білих хорватів. Постійні війни, феодальні міжусобиці, набіги кочовиків, турецько-татарська агресія, селянські повстання протягом середньовіччя приводили до скорочення чисельності мешканців села, яке поповнювалося за рахунок біженців з Галичини, Волині, Поділля. У 1444 році двоє бичківців, Семен і Юрій, одержали титули шляхтичів за героїзм у боях з турками в нижній течії Дунаю. Інші двоє бичківців — Богдан і Михайло Тотули — одержали землі в Бичкові, Лузі і Крочунові теж за хоробрість у битві з турками під Варною, а Михайло Іргальцій — під Белградом.
У кінці XV ст. Великий Бичків став центром Великобичківської казенної домінії, що займала значну територію у східній частині Мараморощини: від Ясіня до села Грушово, включаючи населені пункти лівобережжя Тиси (територія сучасної Румунії). На початку XVIII ст. Великий Бичків стає одним із центрів розвитку лісової і деревообробної промисловості, лісосплаву. У 1720 році на річці Шопурці побудовано лісопилку, яка стала найбільшою на Закарпатті. Тут виготовляли дошки для Белградських верфей і бочко-тару для солотвинських солекопалень. Права сторона річки Тиси була перетворена на річковий порт (Портош), де містились склади зі сіллю. Населення Великого Бичкова відбувало державну панщину, так звану «королівщину», і змушене було своєю тягловою силою перевозити сіль з Солотвино до портових складів. Щорічно бичківські державні кріпаки перевозили до 2000 штук великих соляних каменів. У порту сіль навантажували на баржі, плоти-бокори, і при охороні солдатів на чолі з офіцером її сплавлювали по Тисі в Угорщину. В 1732 році було сплавлено по Тисі в Белград 28600 дощок для будівництва австрійських кораблів. В кінці XVIII — першій половині XIX ст. на р. Шопурці діяв тартак з переробки деревини, виготовлялись дошки, столярні вироби, дранки, бочки, шпали для залізниць. У цей час Великий Бичків входив до складу 20 юридичних міст і містечок Закарпаття. Тут зосереджувались солене, гірничорудне, лісове казенні управління. У 1868 році в селищі було побудоване перше лісохімічне підприємство не лише Закарпаття, але й Угорщини,— хімзавод «Клотільда», на якому переробляли букові дрова на оцет, деревне вугілля та іншу продукцію. Там трудилися сотні робітників. Решта місцевого люду була зайнята на лісорозробках, лісосплаві, в ремісництві. Однак більшість займалася сільським господарством, скотарством, про що свідчить зображення бика й орача (плугатаря) на давній емблемі селища. Печатка з цим символом (у декоративному картуші — селянин, який оре плугом, запряженим биком) відома з кінця XVIII ст.; впродовж XIX ст. символіка поселення не зазнала змін.
Тільки в 1806 році у Великому Бичкові було відкрито церковно-парафіяльну школу, де навчалось 86 дітей, а в 1889 році — у Малому Бичкові. До того часу більшість населення селища була неписьменною.
У другій половині XIX ст. Великий Бичків був повітовим містечком — центром Тисодолинянського округу (повіту) Марамороського комітату (у 1896 р. округове правління було переведено до Рахова).
Багато бичківців стало жертвами австро-угорських властей в Мараморош—Сигіті 1914 року. Багато були засуджені, а двох жителів: братів Михайла і Дмитра Підмалівських та Михайла Британюка повісили на шибениці.
Від 27 жовтня 1916 до 26 листопада 1916 у Великому Бичкові перебувала Гуцульська Сотня УСС. Ця сотня була створена в 1916 р. по розгромі під Бережанами і мала 180 стрільців, майже самих гуцулів.

### Міжвоєнний період
З розпадом Австро-Угорщини в 1918 році українське населення Бичкова написало Меморандум до уряду ЗУНР у Львові про бажання бичківців об'єднатися з Україною. 250 бичківців вступили в ряди Гуцульської армії, 8 односельців брали участь у Хустському з'їзді 21 січня 1919 року, який прийняв історичне рішення про возз'єднання краю з Соборною Україною, а один із них — Василь Йосипчук був обраний секретарем з'їзду. З входженням Закарпаття до складу Чехословаччини (з 1919 по 1939 рік) Бичків стає одним з найбільших революційних і культурницьких центрів Закарпаття, за що чеські урядовці називали його «Малим Харковом» — за аналогією з тодішньою столицею Радянської України. Селищні комуністична, комсомольська, піонерська, жіноча організації були одні з наймасовіших у краї, її керівники: Іван Локота, Микола Сидоряк, Михайло Жупник-Чорногорський, Матвій Руснак та ряд інших входили до складу крайкому КПЧ і ЦК КПЧ. Іван Локота в 1929 році став сенатором, а Микола Сидоряк в 1924 і 1929 рр. вибирався в палату депутатів парламенту. Робітничий рух зосереджувався навколо хімзаводу «Клотільда». Тут діяли профспілкова організація, робітничий комітет, рада довірників, ще в 1897 році була створена соціал-демократична група. Бичківські робітники вміли відстоювати свої права, і неодноразово добивалися успіху. Культурне життя селища концентрувалося навколо товариства «Просвіта», яке тут було засновано в 1920 році. Завдяки діяльності О. Кухтина, М. Водоноса, М. Марущака, І. Романченка, Ю. Кузьмика та багатьох інших у Бичкові створено хор, хату-читальню, оркестр, драмгурток, організацію «Пласт», гімнастичне товариство «Сокол», «Освітнянський союз», футбольний клуб «Довбуш», сільськогосподарські курси. В грудні 1933 року в Бичкові засновано театр «Нова сцена» — перший український професійний театр Закарпаття, який очолив вчитель місцевої горожанської школи Ю. А. Шерегій.
Освіту бичківські школярі здобували у горожанській школі, п'яти державних народних (початкових) школах, гімназії о. Василіян, які діяли в рідному селі у 20—30-х рр. XX ст. Багато з них продовжили навчання у гімназіях, у торговельних школах, академіях, духовних і учительських семінаріях Закарпаття та Чехословаччини, вищих навчальних закладах Європи.

### Друга Світова війна
12 лютого 1938 року бичківці 2276 голосами «за» і п'ятьма «проти» підтримали Українське національне об'єднання. Саме з цим селищем пов'язані останні години перебування президента Карпатської України Августина Волошина на рідній землі. Серед послів Сайму та Уряду Карпатської України були й великобичківці: Михайло Марущак, Микола Мандзюк і Михайло Тулик. Багато бичківців захищало рідну землю від угорської фашистської агресії на Красному полі біля Хуста.
16 березня 1939 року на мості в Румунію терористами з «Собот Чопот» був убитий Павло Волощук — вчитель, районний комендант ОНО «Карпатська Січ». 
Спортзал горожанської школи перетворено на катівню, околиці й урочища селища стали місцями розстрілу українських патріотів. В Бабиному Яру фашистами розстріляно члена ОУН Василя Кузьмика з Великого Бичкова.
Після зайняття селища Червоною Армією у жовтні 1944 року 297 жителів мобілізували до лав Червоної Армії, а 92 — до Чехословацького корпусу Л. Свободи. 73 не повернулись до рідних домівок. За часів радянської влади Великий Бичків — робітниче селище. Тут діяло декілька великих промислових підприємств, колгосп, розвивалась освіта, культура, фізкультура і спорт. В 1957—1958 роках відкрито басейн, парк ім. І. Я. Франка, історико-краєзнавчий музей, 1964 році — пам'ятник Т. Г. Шевченку. 1947 року починається діяльність найкращого самодіяльного ансамблю Рахівщини «Лісоруб» (керівник В. В. Пекарюк), пізніше були створені ансамблі «Ялинка», «Візерунок», «Сестрички», «Струмок», ВІА «Октава», «Тиса» та інші.

## Населення
| 1959  | 1979 | 1989 | 2001 | 2016 |
| ----- | ---- | ---- | ---- | ---- |
| 6,663 | 8727 | 8968 | 9430 | 9327 |

За переписом 1848 року в Бичкові проживало 2320 осіб. За переписом 2001 року — 9423, з яких понад 95 % — українці. Проживають також угорці, росіяни, румуни, цигани та представники інших народностей та національностей.

### Мовний склад
Рідна мова населення за даними перепису 2001 року:
| Мова            | Кількість | Відсоток |
| --------------- | --------- | -------- |
| українська      | 8974      | 95.24%   |
| угорська        | 271       | 2.88%    |
| румунська       | 81        | 0.86%    |
| російська       | 77        | 0.82%    |
| білоруська      | 4         | 0.04%    |
| вірменська      | 1         | 0.01%    |
| циганська       | 1         | 0.01%    |
| словацька       | 1         | 0.01%    |
| німецька        | 1         | 0.01%    |
| інші/не вказали | 12        | 0.12%    |
| Усього          | 9423      | 100%     |

## Присілки

### Крушник
Крушник — колишнє село в Україні, в Закарпатській області. Об'єднане з селом Великий Бичків рішенням облвиконкому Закарпатської області №155 від 15.04.1967.
Перша згадка у XVIII столітті, пов'язана із млинами на каналі Млинівка. У 1937 р. тут спорудили дерев’яний храм Вознесіння Господнього. Пізніше збудували Свято-Покровський храм. 
У присілку працює школа, музична школа. 

### Малий Бичків
Малий Бичків — колишнє село в Україні, в Закарпатській області. Об'єднане з селом Великий Бичків.
Згадки в історичних джерелах за роками: 1785-6 — Alsó-Bocskó, Kis-Bocsko, Klein Bocsko, 1851 — Kis-Bocskó, 1877 — Bocskó (Nagy- és Kis-), 1892 — Kis-Bocskó (Mále-Bocsku), 1898 — Kis-Bocskó.
З селища походить багато відомих людей, серед яких: єпископ Т. Ромжа, о. Віктор Желтвай (1886—1963) — один із засновників Товариства “Просвіта”, відома поетеса Миколая Божук (1907—1938).

#### Церква Покрови Пресвятої Богородиці (1895 рік)
У 1801 р. в Малому Бичкові, який тепер є частиною Великого Бичкова, була дерев’яна церква.
Теперішню базилічну церкву збудували з каменю та цегли на кошти селян та з допомогою держави. Особливо відзначилися жертовністю М. Марущак, І. Кузьмик, Липай, а М. Коперльос подарував дзвін. Землю під будівництво виділила родина Шишваків, і на ту ділянку перенесли каплицю з цвинтаря. Автором іконостаса був різьбяр В. Смирдул. Ікони перемалював В. Попович. Попереднє настінне малювання виконав Любомир Медвідь, а нове – Й. Ягнюк та Корж. Над входом вказано дату спорудження церкви і дату останнього ремонту в 1973 р.
М. Попович (1927 р. н.) розповідає, що найбільше на спорудження церкви дарувала заможна, але бездітна родина Марущаків. У ніч перед посвяченням церкви сталася трагедія: Марущаки померли від чадного газу. Із вдячності за їх велику допомогу померлих поховали в лівому притворі церкви.

## Храми
У 1751 р. у Великому Бичкові були три дерев'яні церкви з вежами, прикрашені місцевими образами, присвячені св. Архангелу Михаїлу (“Благословенна от Еппа Стойки. Має всі тутешні образи… Свіщники три мідяні. Звони два тепер благословенні. Хоругви дві…”), св. Миколаю ( “… образами украшена тутешніми… Свіщники: 3 мідяні”) і Покрові пр. Богородиці (“Образами украшена, благословенна от Еппа Бизанція… Свіщники два: єден мідяний, другий дерев’яний. Дзвон єден, не благословенний”). У 1801 р. згадано стару дерев'яну церкву без турні, яку планували збільшити і додати турню із твердого матеріалу. З літературних джерел відомо, що в 1719 р. житель сусіднього села Луг, Єремій Джуд, заснував Бичківський монастир, а в 1722 р. збудував церкву.

### Церква Успіння пр. Богородиці (1845 рік)

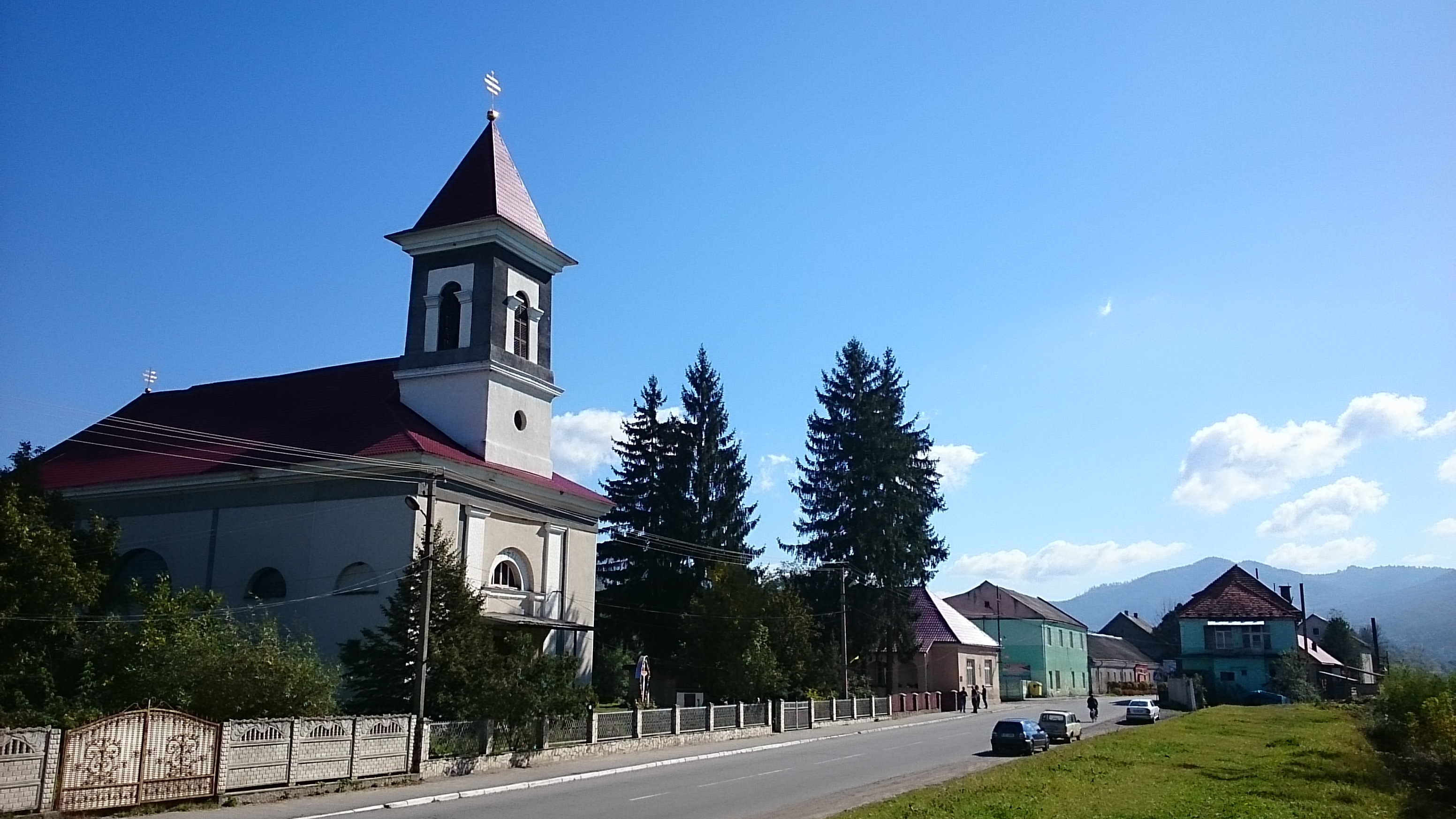
Греко-католицька церква Успіння Пресвятої Богородиці у Великому Бичкові

Теперішня мурована з каменю з цегляними склепіннями базилічна церква, споруджена, як переказують, з 1831 до 1845 р. (у шематизмі вказано 1841 – 1844 роки) під час забудови вулиці на замовлення та коштом держави. Люди забезпечували робочу силу та волів для перевезень. Священиком тоді був о. Фанкович.
З приходом радянської влади місцевий парох Василь Похил був ув'язнений у концтаборах з 1952 до 1956 р. У 1963 р. церкву перетворили на спортзал, вежу розібрали. Один з дзвонів розбили, і селяни розібрали уламки як маленькі святині, інший дзвін врятували. Солдатам прикордонної служби дали наказ спалити ікони, свічники, хоругви та інші церковні речі. На щастя, солдати не були дуже слухняні і потай віддали людям взяте з церкви. Михайлу Руснаку (1918 р. н.) запам’яталося прізвище на старих іконах – Фенцик. Можливо, йдеться про офіційного художника Мукачівської єпархії другої половини 19 ст. Юлія К. Фенцика, який міг бути автором ікон.
У 1990 р. церкву повернуто греко-католикам, вежу відновили дещо спрощено, і вона стала на 1,5 м нижчою. На вежі встановили три дзвони. Новий іконостас вирізьбили місцеві різьбярі В. Мачек та М. Ворохта в 1993 – 1994 роках. Ікони намалювали ужгородські художники Олена Тріщук, Олег Гораль, Василь Павліщук та місцевий художник Юращук. Малювання інтер’єру фундувала родина Івана Максимлюка, а виконав роботу в 1993 р. художник В. Шовгенюк з синами із Делятина. Вівтар, столи для причастя, казательницю, хрести вирізьбили В. Мачек, М. Ворохта та В. Андрусяк. У крилосах – різьблені лави і підставки для книг роботи Ю. Британюка. П. Щербан прикрасила церкву розкішними вишивками. Зліва при вході встановлено меморіальну табличку з написом: “У цьому храмі 16 березня 1939 р. відслужив останню літургію на українській землі Президент Карпатської України о. д-р Августин Волошин. 15 III 1992 p.”, інша табличка є пам’яткою про останню службу в храмі єпископа-мученика Т. Ромжі.

### Церква Вознесіння Господнього (1935 рік)
Першою православною спорудою була капличка, а потім спорудили іншу каплицю з дуба у формі хати на місці майбутньої церкви, а місце відпустив Петро Мандзюк.
У 1937 р. на грунику, на вулиці Крушник уже закінчували спорудження дерев'яної церкви заслугою священика о. Дмитра Рущака, голови церковного комітету Кузьмика, скарбника Василя Сидорки, церківника Дмитра Думніцького.
Розповідають, що саму будівлю спорудили від 1932 до 1935 p., а далі тривали, очевидно, доробки та оздоблення церкви і тому освячення могло відбутися пізніше. Головним майстром цієї хрестової в плані споруди з трьома вежами був Павлюк на прізвисько Щерба. Вкривав церкву німець Блаєр з Солотвина. Поряд поставили дзвіницю, якої нині вже немає.
Церкву збудували за народні гроші. Певні кошти заробили завдяки виступам художнього колективу під керівництвом Є. Шереґія та різдвяним колядуванням. Всередині поставили чотирирядний іконостас. Сестри Цубери прикрасили інтер'єр вишивками. Різьблені речі для церкви зробили майстри з Ясіня.
Значний ремонт за активної участі І. Бальоса був у 1958 p., коли дерев'яні стіни вкрили штукатуркою, а дахи – бляхою.
У 1998 р. замінили вікна і двері. Останнє малювання ікон і стін виконав В. Попович.

### Церква Перенесення мощей св. Миколи Чудотворця (2005 рік)
У 2003—2005 греко-католицька громада збудувала в селищі дерев'яну церкву Перенесення мощей св. Миколи Чудотворця у гуцульському стилі.

## Кулінарія
Бичківський медяник — це традиційна обрядова весільна випічка гуцулів. За формою медяник нагадує високий кекс із отвором посередині, покритий шоколадною глазур’ю. За розмірами розрізняють великі та малі медяники вагою від 1 до 3 кг. Особливістю медяника є його розпис та декорування, які відтворюють традиційну місцеву орнаментику гуцульсько-долинянського пограниччя Закарпаття та практично ніколи не повторюється. До складу медяника входить більше 16 компонентів, і він може зберігатися досить довго. Складність рецепту та оригінальний орнамент робить цей кондитерський виріб унікальним у своїй красі та смаку.
Голубці з квашеної капусти, з солодкого перцю, з м'ясом страуса, з перловою крупою, з томатами, грибами, печеною бужениною - і це далеко не весь перелік смаків, які пропонували гостям гастрономічного фестивалю "Бичківські голубці". Місцеві господині вміють готувати кілька десятків видів страви, використовуючи різноманітні начинки та обгортки для голубців. Мабуть, саме тому селище міського типу Великий Бичків, що знаходиться у Рахівському районі на Закарпатті, називають офіційною українською столицею голубців. Голубці для тутешніх селян це чи не найголовніша українська страва, навіть головніша за борщ. Тож і не дивно, що саме тут раз на два роки проводять смачний фестиваль голубців і присвячують його до дня селища.

## Економіка
У листопаді 2019 року стало відомо, що у смт Великий Бичків Закарпатської області планують відновити заморожене будівництво каскаду семи малих гідроелектростанцій на річці Шопурка. Всього на 13-ти кілометрах гірської притоки Тиси інвестори збираються побудувати 9 мініГЕС.

## Спорт
Футбольний клуб селища — Хімік. Існувала також інша команда Ялинка.
У селищі розташований стадіон «Хімік».

## Персоналії

### Народились
- Микола Мандзюк —  український політичний діяч, депутат Сойму Карпатської України;
- Михайло Марущак —  український політичний діяч, депутат Сойму Карпатської України;
- Миколая Божук — поетеса;
- Микола Сидоряк — літературний критик, кіносценарист, перекладач;
- Теодор (Ромжа) — єпископ Мукачівської греко-католицької єпархії, блаженний Католицької Церкви;
- Михайло Тулик — український політичний діяч Карпатської України, посол Сойму Карпатської України;
- Іван Яремчук — колишній радянський та український футболіст;
- Освальд Заградник — словацький драматург, автор драми "Соло для годинника з боєм";
- Йосип Волощук — відомий, хореограф і танцюрист;
- Олександр Данилюк — український лікар, хірург, старший ординатор операційно-перев'язувального відділення медичної роти 128-ї гірсько-піхотної Закарпатської бригади;
- Йосип Бойчук —  закарпатський політичний і громадський діяч лівого спрямування, письменник і публіцист;
- Олена Глібович — музикант, диригент, громадська діячка, керівник вокального квартеру «Верховина»;
- Йозеф Голдер — поет, журналіст, перекладач;
- Орієнт Дюла — фармацевт, лікар, відомий історик медицини;
- Йозеф Келен — інженер-механік, потім народний комісар Угорської радянської республіки;
- Отто Корвін — політик Угорської радянської республіки, засновник  компартії Угорщини, угорський "Че Гевара";

- Андрій Мерендюк (1999 — 2022) — учасник російсько-української війни, загинув 22 жовтня 2022 року на Херсонському напрямку[8];
- Йосип Гейзович Штремпел (1972 — 15.03.2023) — учасник російсько-української війни, загинув на Луганському напрямку.[9]

### Проживали, перебували
- Андрій Алиськевич — український педагог, науковий і громадський діяч;
- Володимир Федак — діяч Карпатської Січі, крайовий провідник ОУН Великонімеччини у 1943 р.